# Fernand Schammel
Fernand Schammel, né le 30 mars 1923 et mort le 17 mai 1961, est un footballeur luxembourgeois, qui évoluait comme attaquant.

## Biographie
Il joue cinq saisons avec l'Union Luxembourg, avec qui il remporte la coupe du Luxembourg lors de la saison 1946-1947. 
Avec la sélection nationale, il participe aux Jeux olympiques de 1948, inscrivant deux buts. Le Luxembourg est éliminé au premier tour de la compétition.